# Лусон
Лусо́н (устар. Люсон, таг. и англ. Luzon, исп. Luzón) — самый крупный остров Филиппинского архипелага и 17-й по величине в мире. Площадь — 109 964,9 км². Население — 52 990 000 жителей (2015). В южной части острова расположены два основных города Филиппин: Манила, столица страны, и Кесон, самый большой по численности населения город Филиппин.
Названием Лусон называют также группу островов, одну из трёх крупнейших на Филиппинах. На старинных картах можно встретить название Лусония, относящееся к острову Лусон, а также Новая Кастилия. К обитателям острова применяли одно общее наименование — лусонцы.

## География

### Географическое положение
На западе остров Лусон омывается Южно-Китайским морем, на востоке — Филиппинским морем. На севере он отделен Лусонским проливом от острова Тайвань и островов Рюкю. Лусонский пролив также делится на две ветки — канал Бабуян и канал Балинтанг.

### Климат
Климат субэкваториальный муссонный, часты тайфуны. Растительность представлена вечнозелёными и листопадными тропическими лесами, в долинах рек участки саванной растительности.

### Рельеф
Лусон — гористый остров. Рельеф среднегорный, высоты до 2922 м (гора Пулаг).
На острове есть как потухшие (Араят), так и действующие вулканы (Майон и другие). Известен также вулкан Пинатубо, извергавшийся последний раз в 1991 году.
Крупная горная система, Центральная Кордильера, проходит по северо-западной части острова. К югу от неё расположены невысокие горы Самбалес, а к востоку — долина реки Кагаян, отделяющая от Кордильеры другую горную цепь, Сьерра-Мадре. Кагаян — крупнейшая река Филиппин. Между горами Сьерра-Мадре и Самбалес пролегает Центрально-Лусонская равнина, занимающая 11 000 км². Она является главным районом производства риса. В середине равнины возвышается гора Араят.

### Водные источники
Остров Лусон имеет много удобных заливов и бухт, среди которых крупнейшие — залив Лингаен и Манильский залив. Берега западной и южной части изрезаны заливами.
Среди многочисленных горных рек размерами выделяются две — Агно и Пампанга. Побережье и долины рек густо заселены.
В южной части острова к юго-востоку от Манильского залива расположено озеро Лагуна-де-Бай — крупнейшее в стране, оно также является самым большим внутренним озером в Юго-Восточной Азии. Его площадь составляет 949 км², а единственной вытекающей из него рекой является Пасиг, текущая на запад и впадающая в Манильский залив. Река Пасиг, несмотря на небольшие размеры, играла в истории Филиппин значительную роль, так как проходит через центральную часть Манилы.
На юго-запад от озера Лагуна-де-Бай расположено озеро Тааль. Это разрушенный кратер старого вулкана, заполненный водой. В середине озера находится небольшой островок, также представляющий собой кратер, заполненный водой. Также на острове находится самое глубокое и самое молодое озеро страны — Пинатубо (глубина около 600 м, образовалось в результата извержения одноимённого вулкана в 1991 году).

### Соседние острова
На юго-восток от Лусона расположен остров Миндоро. Оба острова разделены проливом Верде, соединяющим Южно-Китайское море и бухту Таябас. К югу от этой бухты находится о. Мариндуке. Южная часть Лусона — это полуостров Бикол, вытянутый в длину и узкий кусок суши. Он отделён от основной части Лусона перешейком Таябас. Изрезанная береговая линия здесь имеет многочисленные заливы и бухты, удобные для мореходства. В бухте Ламон расположены остров Алабат и группа островов Полильо, входящие в провинцию Кесон. Помимо Бикола выделяются и два более мелких полуострова — Карамоан и Бондок. И в самой южной части Бикол соседствует с островом Самар. Отделяет их пролив Сан-Бернардино. На полуострове Бикол довольно много вулканов. Наиболее значителен вулкан Майон в провинции Албай, 2460 м. Другие крупные вершины — горы Исарог и Ирига в Южном Камаринесе, и гора Булусан в Сорсогоне.

## История
Человек проживает на Лусоне достаточно давно. Одним из древнейших присутствия человека является находка каменных орудий из открытого местонахождения[чего?] Калинга (Kalinga site) в Кагаянской долине, а также скелета вымершего носорога вида Rhinoceros philippinensis. На 13 костях обнаружены порезы, на двух плечевых костях — удары камнем. Находки датируются периодом между 777 и 631 тыс. лет назад.
Кроме того, известна находка третьей плюсневой кости, первоначально атрибутировавшихся как принадлежавшими предположительно человеку современного типа, из пещеры Кальяо (англ. Callao Cave) на северо-востоке острова, датируемая возрастом 66,7 ± 1 тыс. лет назад. Последующие находки человеческих останков из Кальяо позволили выделить их в 2019 году в отдельный вид гоминин: Homo luzonensis. В древности, по мнению большинства учёных, Филиппины и Лусон в особенности, были связаны с Азией сухопутным мостом, по которому первопоселенцы приблизительно 15 000 назад проникли на территорию, ставшую впоследствии группой островов. Это были аэта, по антропологической принадлежности — негритосы, родственные австралоидам.
Австронезийцы, другая этническая группа, монголоидного типа, достигла островов примерно 2500 лет назад, в результате большой волны переселения австронезийских народов. Но в этот период уже не было сухопутного моста с Азией, поэтому они прибывали на Филиппины по морю. Эти народы владели навыками мореходства. Главным образом это были малайцы, но также и мигранты с острова Тайвань и из других регионов Юго-Восточной Азии.
Первый контакт с Испанией имел место в XVI веке. Во главе испанских конкистадоров стояли Мигель Лопес де Легаспи, Хуан де Сальседо и Мартин де Гоити. Они прибыли к берегам Лусона в 1570—1571 гг. Лусон и соседние с ним земли были объявлены владением испанской короны, и находились под испанским игом более 300 лет. Остров был центром национально-освободительной филиппинской революции в конце XIX века. После этого испанское господство сменилось американским.
Со 2 по 3 мая 1935 года прошло крестьянское восстание сакдалистов, захватив здания городских администраций в 14 населённых пунктах Лусона. Восстание было очень плохо подготовлено и скоординировано, что позволило американским войскам разбить восставших уже к вечеру следующего дня. В ходе беспорядков погибло как минимум 100 человек. 
8 декабря 1941 японская авиация атаковала американские военные базы на Лусоне, и впоследствии оккупировала остров. Свои базы японцы разместили в нескольких пунктах, из которых наиболее важным был берег залива Лингаен. С японскими оккупантами боролись как филиппинцы, так и американцы. Их соединенные войска отступили первоначально со своих позиций на полуостров Батаан, откуда надеялись развернуть наступление. Здесь произошло сражение, которое длилось несколько месяцев. В результате американские и филиппинские силы оставшись без снабжения сдались японской армии. Покинув Лусон, американские войска некоторое время базировались на Лейте и Миндоро, но в период между 1941 и 1943 годами начали постепенно продвигаться к Маниле, которая также была оккупирована врагами. Битва в Маниле произошла в 1943 г. После этого филиппинские и американские войска вернули ещё несколько позиций. Официально датой окончательной победы считается 5 июля 1945 года. К этому моменту был освобожден полностью Лусон и вся остальная территория Филиппин.

## Административное деление
Остров Лусон подраздёлен на 8 регионов, каждый из которых в свою очередь состоит из нескольких провинций. Регионы:
- Илокос — регион I
- Долина Кагаян — регион II
- Центральный Лусон — регион III
- Калабарсон — регион IV-A
- МИМАРОПА (МИМАРО) — регион IV-B
- Бикольский (Биколандия) — регион V
- Кордильерский административный регион (Кордильер)
- Столичный регион — Большая Манила

## Население
Народы Лусона относятся к разным этнолингвистическим группам. Основные народности: аэта, биколы, ибанаги, игороты, илоки, пампанганы, пангасинаны, тагалы. Каждая из народностей живёт в определённом районе. Илоки преобладают в провинциях Северный Илокос и Южный Илокос, и в Долине Кагаян. Пампанганы и пангасинаны — в провинциях Пампанга, Пангасинан, Тарлак и в Центральном Лусоне, тагалы — в окрестностях Манилы и в регионе Калабарсон. Игороты — общее название народов Центральной Кордильеры, горцев, хотя это — несколько разных народов. Ибанаги — коренное население Кагаяна, а биколы (биколано) — полуострова Бикол. Мусульмане и китайцы в основном встречаются в городах, также как и переселенцы из Европы, США, японцы, корейцы, метисы и другие. Каждая из народностей имеет свой язык, но государственным считается тагальский. В большом ходу английский. Но ещё в 1899 г., в период антиколониальной революции, официальным языком был испанский, и документы составлялись на нём. В религиозном отношении картина также разнообразна, как и в языковом. Большинство верующих — католики, чуть меньше — протестантов. Сохраняются традиционные народные культы. В более поздние времена появились и сугубо филиппинские направления христианского толка — Независимая Церковь Филиппин, Церковь Христа (по-тагал. Iglesia ni Cristo).

## Экономика
Возделываются рис, кокосовые пальмы, табак, кукуруза.
На острове обнаружены месторождения золота, хромитов, меди и железа.